# 郡山ウエストスポーツパーク
郡山ウエストスポーツパーク（こおりやまウエストスポーツパーク）は、福島県郡山市にスポーツ施設などの総称。愛称はK-west。
学校法人新潟総合学院（FSGカレッジリーグ）が指定管理者として管理及び運営している。

## 施設一覧
- 郡山市青少年会館
  - 青少年の育成を図るための宿泊研修施設。
- 大槻公園
  - 都市公園。当該項目を参照。
- 西部体育館
  - 1990年12月1日に開館した体育館[1]。
- 西部サッカー場
  - サッカー場。当該項目を参照。
- 郡山相撲場
  - 相撲場。
- 西部第二体育館
  - 待池公園内に位置。
- 西部スポーツ広場
- 西部庭球場